# Język osetyjski
Język osetyjski (oset. ирон ӕвзаг, iron ævzag) – język należący wraz z językiem tackim i tałyskim do podgrupy irańskiej języków indoirańskich, którymi mówi się na Kaukazie. Uważa się, iż jest kontynuacją języka starożytnych Scytów, a ściślej dialektów zachodnioscytyjskich.
Językiem osetyjskim posługują się Osetyjczycy w leżącej na terenie Federacji Rosyjskiej Republice Północna Osetia-Alania oraz w stanowiącej oficjalnie część Gruzji Osetii Południowej. Ogólna liczba posługujących się tym językiem oceniana jest na około 500 tysięcy osób.
Wyróżnia się dwa główne dialekty: zachodnioosetyjski digoron oraz wschodnioosetyjski iron, do którego zalicza się także dialekt tual, którym posługuje się ludność Osetii Południowej. Osetyjski zachował wiele archaicznych cech, charakterystycznych dla języków irańskich (m.in. zachowanie przypadków), natomiast jego fonetyka jest pod silnym wpływem sąsiednich języków kaukaskich. W słowniku widoczne są silne wpływy języka rosyjskiego.
Początki piśmiennictwa – od XVIII wieku. Za najwybitniejszego twórcę posługującego się językiem osetyjskim uważa się tworzącego w drugiej połowie XIX wieku Kostę Chetagurowa.
Do zapisu języka osetyjskiego wykorzystywane mogą być alfabety oparte na piśmie gruzińskim albo łacińskim. Od 1937 roku oficjalnie używany jest alfabet oparty na rosyjskiej cyrylicy:
| А а | Ӕ ӕ   | Б б | В в | Г г | Д д   | Дж дж | Дз дз |
| Е е | Ё ё   | Ж ж | З з | И и | Й й   | К к   | Къ къ |
| Л л | М м   | Н н | О о | П п | Пъ пъ | Р р   | С с   |
| Т т | Тъ тъ | У у | Ф ф | Х х | Хъ хъ | Ц ц   | Цъ цъ |
| Ч ч | Чъ чъ | Ш ш | Щ щ | Ъ ъ | Ы ы   | Ь ь   | Э э   |
| Ю ю | Я я   |     |     |     |       |       |       |

Charakterystyczną literą w alfabecie osetyjskim jest ӕ, która nie występuje w żadnym innym alfabecie cyrylickim.
Przykładowy tekst w języku osetyjskim (wiersz Kosty Chetagurowa):
| НЫСТУАН Ныббар мын, кӕд-иу дӕм мӕ зарӕг, Кӕуӕгау фӕкӕса, мыййаг, – Кӕй зӕрдӕ нӕ агуры хъарӕг, Уый зараед йӕхи фӕндиаг!.. Ӕз дзыллӕйӕ къаддӕр куы дарин, Куы бафидин искуы мӕ хаес, Уӕд афтӕ ӕнкъардӕй нӕ зарин, Нӕ хъуысид мӕ кӕуынхъӕлӕс... |

Pierwszy artykuł Deklaracji Praw Człowieka w języku osetyjskim:
Адӕймӕгтӕ се 'ппӕт дӕр райгуырынц сӕрибарӕй ӕмӕ ӕмхуызонӕй сӕ барты. Уыдон ӕххӕст сты зонд ӕмӕ намысӕй, ӕмӕ кӕрӕдзийӕн хъуамӕ уой ӕфсымӕрты хуызӕн.
W języku osetyjskim prowadzona jest Osetyjska Wikipedia powstała 28 lutego 2005.